# Sparganium arcuscaulis
Sparganium arcuscaulis là một loài thực vật có hoa trong họ Typhaceae. Loài này được D.Yu & G.T.Yang miêu tả khoa học đầu tiên năm 1991.